# Exochus quadrimaculatus
Exochus quadrimaculatus är en stekelart som beskrevs av Otto Schmiedeknecht 1924. Exochus quadrimaculatus ingår i släktet Exochus och familjen brokparasitsteklar. Inga underarter finns listade i Catalogue of Life.